# يو تيراشيما
يو تيراشيما (باليابانية: 寺島優) مانغاكا ياباني، ولد عام 1949 في طوكيو، اليابان. بعد عمله في شركة توهو في قسم التسويق لفترة، بدء مسيرته في عالم المانغا بفوزه بمسابقة شونن جمب الأسبوعية للمانغا في عام 1978.

## أعماله
- رايكا (باليابانية: 雷火)
- هجوم كابتن ثابت (باليابانية: ゴールFH)
- السماء الزرقاء
- أغنية حب اضافية